# Ladislav Hůrek
Ladislav Hůrek (9. dubna 1916 Běhařovice – 8. srpna 1993 Znojmo) byl moravský kameník, betonář a sochař v Běhařovicích na Znojemsku.

## Život
Po dědečkovi Františku Hůrkovi a otci Václavu Hůrkovi převzal kamenickou živnost s dílnou v Běhařovicích. V letech 1935 - 57 vytvořil řadu funerálních a náboženských pomníků na Znojemsku, ale též několik pomníků padlým. Od roku 1957 byl zaměstnancem Okresního průmyslového podniku Znojmo - výroba cementového zboží v Moravském Krumlově až do odchodu do invalidního důchodu v roce 1969.

## Dílo
- Běhařovice - řada figurálních náhrobků na hřbitově.
- Černín - socha sv. Václava (1951).
- Havraníky - sochy sv. Cyrila a Metoděje na pomníku padlým.
- Hluboké Mašůvky - tři sochy v areálu poutního místa (1949) a pomník Piety u silnice na Jevišovice.
- Jevišovice - socha Krista na hřbitově.
- Křepice - pomník padlým (1935).
- Medlice - pomník padlým (1946)
- Mramotice - kříž u silnice na Přímětice (1948).
- Plaveč - socha Krista s křížem na hřbitově
- Rešice - socha Krista s křížem (1956).
- Trstěnice - tři náhrobky na hřbitově.
- Višňové - dvě sochy na hřbitově.